# Куулар, Эрес-оол Чамыянович
Куулар Эрес-оол Чамыянович (1945) — музыкант, народный хоомейжи,  ветеран культуры,  Народный хоомейжи Республики Тыва (2015), заслуженный работник культуры Тувинской АССР (1984).

## Биография
Куулар Эрес-оол Чамыянович родился 8 июля 1945 года в сумоне Чыргакы Дзун-Хемчикского района Тувинской автономной области. Окончив среднюю школу, поступила в Кызылское профтехучилище и в 1965 году окончил с присвоением квалификации тракториста-машиниста. В 1966-1969 гг. был трактористом бригады «Улуг-Хову» села Чыраа-Бажы. В 1969-1971 г. отслужил в рядах Советской Армии. С 1971 г. работал в совхозе Чыраа-Бажы сначала электриком-монтером, затем водителем. В 1975 и 1979 гг. избирался депутатом сельского совета с. Чыраа-Бажы. Со школьных лет был активным участником художественной самодеятельности. Он — исполнитель игры на инструментах : игил, бызаанчы, чадаган, баян, гармошка, гитара, мандолина; отличный исполнитель хоомея. Был в составе известного ансамбля «Сыгырга». В 1979 году, в составе ансамбля он принимал активное участие в телефестивале на Останкино, культурном мероприятии Олимпиады-1980. В 1982 году гастролировал в Москве на ВДНХ, в 1985 году — в Якутии и за пределы России — в Италии, Швейцарии, Франции. Представлял тувинское горловое пение на Международном фестивале музыкального искусства народностей Азии, выступая в Париже, Женеве, Флоренции. Он продолжает активно выступать и на районных и республиканских фестивалях и конкурсах.

## Награды и звания
- нагрудный знак "Активист народного творчества" (1982)
- нагрудный знак "За достижения в самодеятельном творчестве" Минкультуры СССР (1982)[3]
- Заслуженный работник культуры Тувинской АССР (1984)
- нагрудный знак "Хомус" (1985)
- дипломант Симпозиума "Хомус" (Якутия, 1985)
- Народный хоомейжи Республики Тыва (2015)[2]